# Smara Airport
Smara Airport är en flygplats i den marockanskkontrollerade delen av Västsahara.